# Conall II.
Conall II. Crandomna (* vor 650; † 660) war in den Jahren 650 bis 660 König des iro-schottischen Reiches Dalriada. Er war Nachfolger von Ferchar I. und regierte zunächst gemeinsam mit Dúnchad mac Conaing bis zu dessen Tod im Jahr 654. Conalls Nachfolger wurde Domangart II.